# Безродный, Игорь Семёнович
И́горь Семёнович Безро́дный (7 мая 1930, Тифлис, Грузинская ССР, ЗСФСР, СССР — 30 сентября 1997, Хельсинки, Финляндия) — советский скрипач, дирижёр, педагог, солист Московской филармонии, профессор МГК имени П. И. Чайковского, главный дирижёр Московского Камерного оркестра и Филармонического симфонического оркестра Турку (Финляндия), лауреат Сталинской премии III степени (1951) и обладатель первых премий на Международных конкурсах «Пражская весна» (1949) и имени И. С. Баха (1950), народный артист РСФСР (1978).

## Биография
Родился 7 мая 1930 года в Тифлисе в семье педагогов-скрипачей. Отец, Семён Ильич Безродный, был концертмейстером в Тбилисской опере и Тбилисском филармоническом оркестре, преподавал в Тбилисской консерватории, позже работал в музыкальном училище имени М. М. Ипполитова-Иванова в Москве. Мать, Татьяна Вячеславовна Погожева (сестра пианистки Тамары Погожевой), ученица С. И. Безродного, была известным скрипичным педагогом, преподавателем музыкального училища имени Ипполитова-Иванова, автором системы раннего музыкального воспитания детей на скрипке много работавшей по своей методике также в Финляндии.
Игре на скрипке Игорь начал учиться с раннего детства. Окончил Центральную музыкальную школу (ЦМШ) при Московской консерватории, затем в 1953 году — МГК имени П. И. Чайковского, в 1955 году — аспирантуру при ней по классу А. И. Ямпольского.
С 1948 года — солист Московской филармонии. Завоевал первые премии на Международных конкурсах: «Пражская весна» в Праге (1949), имени И. С. Баха в Лейпциге (1950). Много гастролировал с концертами в СССР и за рубежом (с 1965 более десяти лет выступал в трио с пианистом Д. А. Башкировым и виолончелистом М. Э. Хомицером) в дальнейшем отдавая больше времени педагогической и дирижёрской деятельности.
С 1955 года — преподаватель МГК имени П. И. Чайковского (с 1972 года — профессор, с 1981 года — заведующий кафедрой). В 1967 году дебютировал как дирижёр в Иркутске, в 1970 году в Москве. В 1977—1981 годах был художественным руководителем Московского камерного оркестра.
С 1981 год жил в Финляндии. В 1986—1990 годах был главным дирижёром Филармонического оркестра Турку. С 1991 года — профессор Музыкальной академии имени Я. Сибелиуса в Хельсинки.
Скончался 30 сентября 1997 года на 68-м году жизни в Хельсинки.

## Семья
- Первая жена — Светлана Борисовна Безродная (род. 1934), скрипачка, дирижёр и художественный руководитель Российского государственного «Вивальди-оркестра»; народная артистка России (1996).
  - Сын — Сергей Безродный (род. 1957), пианист, солист камерного оркестра «Виртуозы Москвы».
- В последние годы жизни И. С. Безродный часто выступал вместе со второй женой — эстонской скрипачкой Мари Тампере (своей ученицей).
  - Дочь — Анна-Лиза Безродная, скрипачка, лауреат международных конкурсов[2].

Двоюродный брат — Леонид Безродный (род. 1943), дирижёр.
Среди других родственников — Марина Карасёва (род. 1958), музыковед, профессор Московской консерватории; заслуженный деятель искусств РФ (2010).

## Сочинения
И. С. Безродный является автором ряда скрипичных транскрипций, а также книги «Педагогический метод профессора А. И. Ямпольского» (совместно с В. Ю. Григорьевым, М., 1995).

## Награды и премии
- Сталинская премия III степени (1951)
- заслуженный артист РСФСР (1965)
- народный артист РСФСР (1978)
- орден Дружбы народов (1980)[3]